# Persipan

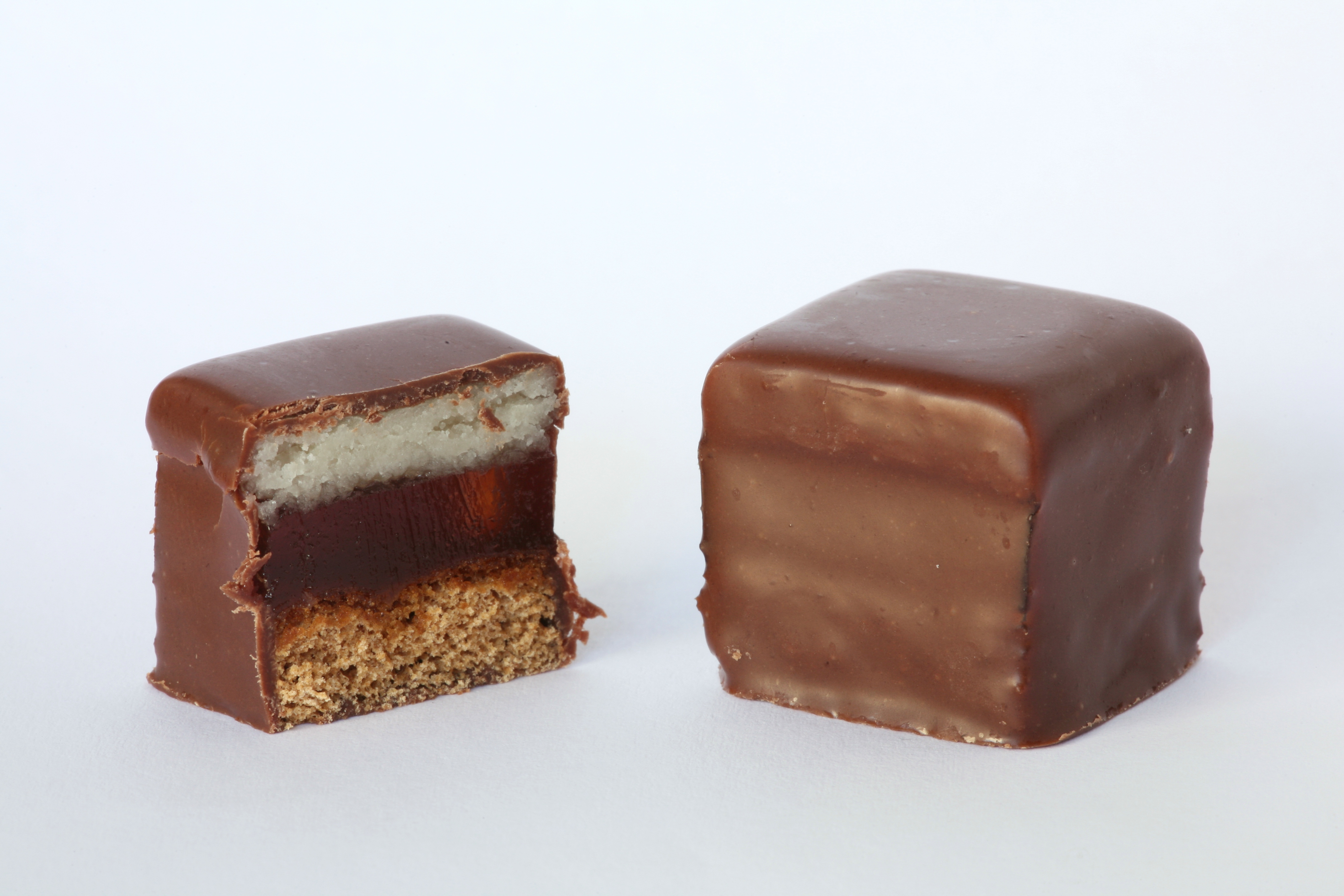
Dominosteine mit Persipan (weiß)

Persipan ist eine dem Marzipan ähnliche Süßware, die aus Pfirsich- oder Aprikosenkernen hergestellt wird und leicht herb-bitter schmeckt. Der Name ist ein Kunstwort aus lateinisch persicus „Pfirsich“ und Marzipan. Aprikosen zur Herstellung von Persipan werden speziell gezüchtet und sind nicht genießbar. Essbare Aprikosen enthalten dagegen Kerne, die süßlich schmecken.

## Herstellung
Persipan ist eine Mischung aus Persipanrohmasse und höchstens der anderthalbfachen Gewichtsmenge Zucker. Persipanrohmasse basiert analog zur Marzipanrohmasse auf Aprikosen-, Pfirsich- und Mandelkernen und/oder entbitterten Bittermandeln. Das enthaltene Amygdalin wird durch Wässerung aufgespalten und die giftige Blausäure entfernt. Danach wird der weiche Inhalt der Kerne zu Persipanrohmasse vermahlen und üblicherweise zu gleichen Teilen mit Puderzucker angewirkt. Der Zucker kann teilweise durch Glukosesirup und/oder Sorbit ersetzt werden. Alle anderen Eigenschaften sind mit denen von Marzipan bei der Verarbeitung nahezu identisch.

## Lebensmittelrecht
Da Persipanprodukte mit Marzipanprodukten verwechselt werden könnten, sind sie deklarationspflichtig, wenn nach der Verkehrsauffassung die Verwendung von Persipan nicht üblich ist.
Nach den Leitsätzen für Ölsamen des deutschen Lebensmittelbuchs darf der Zuckergehalt der Rohmasse 35 % und der Wassergehalt 20 % nicht überschreiten. Persipan darf bis zu 5 % Glukosesirup und/oder Sorbit enthalten, ohne dass dies deklariert werden muss. Der Rohmasse müssen 0,5 % Stärke als Indikator beigemengt werden (Jodprobe), damit die Masse bei Lebensmittelkontrollen von Marzipanrohmasse unterschieden werden kann. Auch wenn Betrüger den Stärkezusatz weglassen, um das billigere Persipan als teureres Marzipan zu verkaufen, kann durch ein molekularbiologisches Verfahren (PCR) nachgewiesen werden, ob die Gene von Mandeln oder Aprikosen-/Pfirsichkernen stammen.